# ピョートル・ブラーホフ (作曲家)
ピョートル・ペトロヴィチ・ブラーホフ（ロシア語: Пётр Петрович Булахов, ラテン文字転写: Pyotr Petrovich Bulakhov、1822年 - 1885年12月2日（ユリウス暦11月20日））は帝政ロシア期の作曲家、声楽教師。

## 概要
家族
有名な音楽家の一族であるブラーホフ家の一員で、父親であるピョートル・アレクサンドロヴィチ・ブラーホフはモスクワ・ボリショイ劇場で活躍したテノール歌手。弟であるパーヴェル・ブラーホフもテノール歌手でサンクトペテルブルク帝室劇場の第1テノールとして20年以上にわたり活躍した。パーヴェルの妻であるアニーシヤ・ブラーホヴァもサンクトペテルブルク帝室劇場のプリマドンナとして活躍したソプラノ歌手である。また、自身の娘であるエフゲニヤ・ズブルーエヴァはボリショイ劇場、マリインスキー劇場で活躍したアルト歌手で、ソビエト連邦期にモスクワ音楽院で教鞭を執り共和国功労芸術家（Заслуженный артист Республики）の称号を授与されている。
発音
一族の姓である「Булахов」は、かつては最初の音節にアクセントを置き「ブーラホフ」と発音されていた。しかし、ピョートル・ブラーホフの孫娘や複数の音楽史家の指摘により「ブラーホフ」が正しいことがわかり修正された。ロシア国外への情報伝播は遅れ、日本では1980年代初めに発売されたLP解説に「ブーラホフ」が使われており、英語圏では1989年発刊の出版物に作曲者姓名の発音として「ブーラホフ」「ブラーホフ」が並記されている。
経歴
1822年、モスクワに生まれる。家庭で音楽教育を受けた後、声楽教師、作曲家として活動を始める。エリザヴェータ・パヴロヴナ・ズブルーエヴァとの間に二人の娘を儲けるが、彼女の最初の夫であるイヴァン・ズブルーエフ大佐は婚姻解消に同意していなかったため、娘たちは私生児と見做され大佐の姓と父称を継いでいる。ブラーホフは病弱でエフゲニヤ・ズブルーエヴァの回想によれば、「麻痺によって体が動かず、沈黙したまま椅子に座り、自分の殻に閉じ籠る」のが常であったが、「ほんの時折、インスピレーションが湧くとピアノに向かい健康な手で何かを弾いてくれた」という。1870年代にブラーホフは火災により住居と未発表作品の原稿を失う。ズブルーエヴァは「父の教え子たちが病気の父と5歳になる妹を救い出してくれた」と回想している。晩年のブラーホフは彼の作品を愛好していたセルゲイ・シェレメーチェフ伯爵のクスコヴォの所領内にある屋敷で過ごした（周囲の人々は「ブラーホフのダーチャ（別荘）」と呼んだ）。
1885年12月2日、ブラーホフはクスコヴォで没しヴァガニコヴォ墓地に埋葬された。家族に費用を調達する力がなかったため、モスクワ音楽院が葬儀を執り行ったと伝えられる。

## 作品
自宅の火災により未発表作品が失われたこともあり、ブラーホフの作曲した作品の総数はわかっていない。出版された作品はおよそ80曲といわれるが、弟であるパーヴェルも歌手活動の傍ら作曲も行っており、出版の際、作曲者名が略形で記載されると（「П.  Булахов」「П. П. Булахов」）兄弟いずれの作品か分からず、混乱の一因となっている。また、作品の初版をピョートルが作曲し、自身の歌唱用にパーヴェルが大幅に改作しその版が評価されるということもあったらしい。ピョートル・ブラーホフの真作と考えられ、歌手によく取り上げられる曲の多くは、ワルツのリズムにより書かれたものである。
- 逢引き（Свидание）
- いいえ、あなたを愛していない（Нет, не люблю я вас）
- 大きな村が見える（Вот на пути село большое）：邦題は『行く手には大きな村が』[6]とも。
- 思い出を呼び覚まさないで（Не пробуждай воспоминаний）：邦題は『思い出の夢を破るな』[6]とも。
- トロイカ（Тройка）：冒頭の歌詞から『トロイカは駈け行く』（Тройка мчится）とも呼ばれる。日本では『トロイカ』などトロイカを題材とした曲と区別するため、『ブーラホフのトロイカ』と表記することもあった。
- 燃えろ、燃えろ、我が星よ（ロシア語版）（Гори, гори, моя звезда）：邦題は英題（Shine, Shine, My Star）に基づき『輝け我が星よ』[6]とも。
- 私の小さな鈴よ（Колокольчики мои）：邦題は『つりがね草』[6]とも。